# Щучаж
Щучаж (пол. Szczuczarz) — село в Польщі, у гміні Члопа Валецького повіту Західнопоморського воєводства.
Населення — 110 осіб (2011).
У 1975-1998 роках село належало до Пільського воєводства.

## Демографія
Демографічна структура станом на 31 березня 2011 року:
|          | Загалом | Допрацездатний вік | Працездатний вік | Постпрацездатний вік |
| -------- | ------- | ------------------ | ---------------- | -------------------- |
| Чоловіки | 57      | 9                  | 40               | 8                    |
| Жінки    | 53      | 8                  | 34               | 11                   |
| Разом    | 110     | 17                 | 74               | 19                   |